# 李正君
李正君（1945年4月—），辽宁盖州人，中华人民共和国外交官，曾任中华人民共和国驻巴布亚新几内亚独立国特命全权大使。

## 生平
1966年，毕业于北京外国语学院英语系。1973年，进入中华人民共和国外交部工作。2003年4月，出任中华人民共和国驻巴布亚新几内亚大使。2006年1月，自驻巴布亚新几内亚大使离任。